# Temporada de furacões no oceano Atlântico de 1933
A temporada de furacões no Atlântico de 1933 é a temporada de furacões no Atlântico mais ativa já registada em termos de energia ciclônica acumulada (ECA), com um total de 259. Estabeleceu também um recorde de tempestades tropicais nomeadas numa única estação, 20, que se manteve até 2005, altura em que ocorreram 28 tempestades. A época decorreu durante seis meses de 1933, com o desenvolvimento de ciclones tropicais a ocorrer já em Maio e em novembro. Um sistema esteve activo durante quase 13 dias, exceto de 28 de junho a 7 de outubro.
Como tecnologias como satélites de observação da terra não estavam disponíveis até a década de 1960, os dados históricos sobre ciclones tropicais do início do século 20 são frequentemente incompletos. Os ciclones tropicais que não se aproximavam das zonas povoadas ou das rotas marítimas, especialmente se eram relativamente fracos e de curta duração, podem ter permanecido sem serem detetados. Compensando a falta de observação abrangente e a capacidade tecnológica limitada para monitorar toda a atividade de ciclones tropicais na Bacia do Atlântico durante esta época, o meteorologista Christopher Landsea estima que a temporada de 1933 pode ter produzido mais 2-3 ciclones tropicais perdidos. Uma reanálise de 2013 da Base de dados de furacões no Atlântico de 1933 identificou de facto duas novas tempestades tropicais; no entanto, foi igualmente determinado que dois ciclones existentes não atingiram a intensidade das tempestades tropicais, pelo que foram retirados da base de dados. Além disso, os pesquisadores descobriram que duas tempestades existentes são um sistema contínuo. Como resultado, o total de tempestades da temporada caiu de 21 para 20.
Das 20 tempestades tropicais documentadas da temporada, 11 atingiram o status de furacão. Seis deles foram furacões grandes, com ventos sustentados de mais de 179 km/h. Dois dos furacões atingiram ventos de 260 km/h que é uma categoria 5 na escala moderna de Saffir–Simpson. A estação produziu várias tempestades mortais, com oito tempestades a matarem mais de 20 pessoas. Todas, exceto 3 das 20 tempestades conhecidas, afetaram a terra em algum momento durante suas durações.

## Resumo sazonal
| Rank | Temporada | ECA |
| ---- | --------- | --- |
| 1    | 1933      | 259 |
| 2    | 2005      | 250 |
| 3    | 1893      | 231 |
| 4    | 1926      | 230 |
| 5    | 1995      | 228 |
| 6    | 2004      | 227 |
| 7    | 2017      | 225 |
| 8    | 1950      | 211 |
| 9    | 1961      | 189 |
| 10   | 1998      | 182 |

## Nomes das tempestades
Em 1933, não havia um sistema de nomenclaturas de furacões. Portanto, cada sistema tropical recebia apenas um número, de ordem cronológica. No entanto, alguns, particularmente aqueles que fizeram grandes impactos, receberam nomes especiais. Em 22 de Agosto, o furacão de Chesapeake-Potomac em 1933 atingiu a costa leste dos Estados Unidos. Dias depois, o furacão de Outer Banks em 1933 afetou a região de Outer Banks, Carolina do Norte, Estados Unidos.

## Sistemas

### Furacão Catorze
O furacão Tampico de 1933 foi uma das duas tempestades na temporada de furacões no Atlântico de 1933 a atingir a intensidade da categoria 5 na escala de furacões de Saffir-Simpson. Ele se desenvolveu em 16 de setembro perto das Pequenas Antilhas, e lentamente se intensificou enquanto se movia pelo Mar do Caribe. Tornando-se um furacão em 19 de setembro, a sua taxa de fortalecimento aumentou ao passar ao sul da Jamaica. Dois dias depois, o furacão atingiu o pico de ventos, estimado em 260 km/h (160 mph). Depois de enfraquecer, atingiu a Península de Iucatã, destruindo várias casas. Uma pessoa foi morta na costa de Progreso, Iucatã, durante a tempestade.

## Efeitos sazonais
Esta é uma tabela de todas as tempestades que se formaram na temporada de furacões no Atlântico de 1933. Inclui sua duração, nomes, intensidades, áreas afetadas, danos e totais de mortes.
| Escala de Furacões de Saffir-Simpson |    |    |   |   |   |   |   |
| DT                                   | TS | TT | 1 | 2 | 3 | 4 | 5 |

| Um                    | May 14–19                   | Tempestade tropical | 85 (50)   | 1001 | América Central, México (Tabasco)                                                                                    | Nenhum        | 0   |  |
| Dois                  | 24 de junho–7 de julho      | Furacão categoria 2 | 175 (110) | 965  | Trinidade, Venezuela, Jamaica, Ilhas Cayman, Ocidente Cuba, Tamaulipas                                               | $7,2 milhão   | 35  |  |
| Três                  | 14 de julho–24              | Tempestade tropical | 85 (50)   | 999  | Pequenas Antilhas, Jamaica, Belize, Península de Iucatã, Texas                                                       | $2 milhão     | 0   |  |
| Quatro                | 24 de julho–27              | Tempestade tropical | 95 (60)   | 1008 | Nenhum | Nenhum        | 0   |  |
| Cinco                 | 24 de julho–5 de agosto     | Furacão categoria 1 | 150 (90)  | 975  | Pequenas Antilhas, Bahamas, Flórida, Texas                                                                           | $0,5 milhão   | 0   |  |
| Seis                  | 13 de agosto–25             | Furacão categoria 4 | 220 (140) | 940  | Bermudas, Leste dos Estados Unidos (Carolina do Norte)                                                               | 27            | 31  |  |
| Sete                  | 14 de agosto–21             | Tempestade tropical | 75 (45)   | 1007 | Jamaica, Ilhas Cayman, Cuba                                                                                          | $2,5 milhão   | 83  |  |
| Oito                  | 22 de agosto–5 de setembro  | Furacão categoria 5 | 260 (160) | 930  | Ilhas Turcas e Caicos, Cuba, Florida Keys, Texas                                                                     | $27,9 milhão  | 179 |  |
| Nove                  | 23 de agosto–30             | Tempestade tropical | 85 (50)   | 999  | Nenhum | Nenhum        | 0   |  |
| Dez                   | 26 de agosto–30             | Tempestade tropical | 65 (40)   | 1002 | Tamaulipas | Nenhum        | 0   |  |
| Onze                  | 31 de agosto–7 de setembro  | Furacão categoria 4 | 220 (140) | 945  | Bahamas, Flórida, Sudoeste dos Estados Unidos                                                                        | $2 milhão     | 2   |  |
| Doze                  | 8 de setembro–18            | Furacão categoria 4 | 220 (140) | 947  | Carolina do Norte, Médio Atlântico, Região Nordeste dos Estados Unidos, Províncias atlânticas do Canadá, Gronelândia | $4,5 milhão   | 21  |  |
| Treze                 | 10 de setembro–16           | Furacão categoria 2 | 175 (110) | 960  | Tamaulipas | Desconhecido  | 67  |  |
| Catorze               | 16 de setembro–25           | Furacão categoria 5 | 260 (160) | 929  | Ilhas Cayman, Península de Iucatã, Tamaulipas                                                                        | $10 milhão    | 184 |  |
| Quinze                | 24 de setembro–27           | Furacão categoria 1 | 120 (75)  | 991  | Nenhum | Nenhum        | 0   |  |
| Dezasseis             | 1 de outubro–4              | Tempestade tropical | 75 (45)   | 1012 | Bahamas | Nenhum        | 0   |  |
| Dezassete             | 1 de outubro–7              | Furacão categoria 3 | 205 (125) | 940  | Nicarágua, Honduras, Jamaica, Ilhas Cayman, Cuba, Flórida, Bahamas                                                   | $1,1 milhão   | 10  |  |
| Dezoito               | 25 de outubro–7 de dezembro | Furacão categoria 1 | 150 (90)  | 982  | Jamaica, Cuba | $3 milhão     | 23  |  |
| Dezanove              | 26 de outubro–28            | Tempestade tropical | 110 (70)  | 990  | Províncias atlânticas do Canadá                                                                                      | Desconhecido  | 0   |  |
| Vinte                 | 15 de novembro–17           | Tempestade tropical | 95 (60)   | 996  | Nicarágua | Desconhecido  | 0   |  |
| Agregado da temporada |                             |                     |           |      | |               |     |  |
| 20 sistemas           | 14 de maio–17 de dezembro   |                     | 260 (160) | 929  | | ~$86,6 milhão | 651 |  |